# فرانك كراونينشيلد
فرانك كراونينشيلد (بالإنجليزية: Frank Crowninshield)‏ هو صحفي أمريكي، ولد في 24 يونيو 1872 في باريس في فرنسا، وتوفي في 28 ديسمبر 1947 في مانهاتن في الولايات المتحدة.